# Charles Fasel
Charles Fasel   (Friburg, 21 de maig de 1898 - Ascona, 10 de gener de 1984) va ser un jugador d'hoquei sobre gel suís que va competir durant la dècada de 1920.
El 1928 va prendre part en els Jocs Olímpics de Sankt Moritz, on guanyà la medalla de bronze en la competició d'hoquei sobre gel.
Amb l'HC Davos, amb qui jugà entre 1921 i 1929, guanyà la lliga suïssa el 1926, 1927 i 1929. Amb la selecció suïssa també guanyà l'or al Campionat d'Europa de 1926 i el bronze als de 1924 i 1925.